# Haimbachia lunilinealis
Haimbachia lunilinealis é uma espécie de mariposa pertencente à família Crambidae. Foi descrita pela primeira vez por Hampson em 1919. Pode-se encontrar no Sri Lanka.